# Nudochernes montanus
Espèce
Nudochernes montanus est une espèce de pseudoscorpions de la famille des Chernetidae.

## Distribution
Cette espèce est endémique du Kenya. Elle se rencontre sur le mont Elgon.

## Publication originale
- Beier, 1935 : Arachnida I. Pseudoscorpionidea. Mission Scientifique de l'Omo, Muséum National d'Histoire Naturelle, Paris. vol. 2, p. 117-129